# Trikloroizocianurna kislina
Trikloroizocianurna kislina (TCCA) oziroma pogosto imenovana Symclosene je kemična spojina v obliki prahu z izrazitim vonjem po kloru, ki se uporablja v namen kloriranja in dezinfekcije vode v plavalnih bazenih in barvilih. Na tržišču je na voljo v obliki tablet ali zrnc za notranjo in zunanjo uporabo. Ker proizvod (tableta) vsebuje visoko vsebnost klora (do 90%), je uporaba primerna za velike bazene. Proti algam je ta proizvod bistveno bolj učinkovit kot druga dezinfekcijska sredstva. Triklorizocianurna kislina se uporablja tudi za razkuževanje pitne vode, za dezinfekcijo in deodoriranje kopalnic in pisoarjev, za razkuževanje v živinoreji in poljedelstvu.
- Vrtni bazen
- Tablete

## Identifikacija snovi ali pripravka:
Identifikacija snovi ali pripravka: Trikloroizocianurna kislina

## Sestava s podatki o nevarnih sestavinah:
Vsebuje: Trikloroizocianurna kislina:
ES št.: 201-782-8,
CAS št.: 87-90-1,
R stavki: R8-22-31-36/37-50/53,
Indeks št.: 613-031-00-5
Oznaka nevarnosti: zdravju škodljivo saj lahko povzroči razjede kože in sluznic. Posledice so odvisne od poti vnosa v organizem.
- Dražilna snov
- Nevarna za okolje

- Korozivna (jedka) snov
- Strupena snov

## Ugotovitve o nevarnih lastnostih:
Zaužitje je zdravju nevarno. Če pride do oralnega vnosa te snovi, le-to povzroči močne bolečine v ustih, žrelu, požiralniku in želodcu. Možni so krvavi izbljuvki (hematemeza) in hipersalivacije. Pojavijo se težave s požiranjem, ki je zelo oteženo oziroma nemogoče. Lahko pride do šoka. 
Ob stiku močno draži oči in dihala. Snov, ki je vnešena v telo z inhalacijo, povzroča pekoč občutek v nosu, ustih, za prsnico, suh dražeč kašelj. Beleži se zbadajoč občutek v očeh s povečanim solzenjem in izrazito pordečitvijo beločnic. Možen je tudi nastanek pljučnega edema.
V stiku z drugimi kislinami se sprošča strupen plin.
Ima strupene učinke na vodno okolje, zelo nevaren za vodne organizme. 
Napotki za nevarnost:
Zastrupitev je lahko opazna šele po nekaj urah. Nadzor ponesrečenca, ki je prišel v stik s trikloroizocianurno kislino, je potrebno izvajati vsaj 48 ur.

## Ukrepi za prvo pomoč:
Vdihovanje:
Osebo, ki kaže znake zastrupitve nemudoma prenesti na sveži zrak ali ga oskrbeti z kisikom. V primeru izgube zavesti, ga je potrebno položiti v bočni položaj po navodilih oskrbe prve pomoči.
Zaužitje:
Nemudoma poiskati zdravniško pomoč ali poklicati 112.
Stik s kožo:
Če trikloroizocianurna kislina pride v stik s kožo, ne pride do zastrupitve. Kljub temu pa se lahko pojavijo poškodbe kože, podobne opeklinam.
Stik z očmi:
Nemudomoma je potrebno izpirati oči pri odprtih vekah z obilno količino vode. Poiskati zdravniško pomoč.

## Ukrepi ob požaru:
Posebne nevarnosti: 
velika nevarnost zastrupitve, saj se ob požaru sproščajo strupeni plini.
Primerna sredstva za gašenje:
požar se sme gasiti s CO2, prahom za gašeneje ali vodno meglo. Ob večjih požarih se lahko uporabi vodno meglo ali alkoholno obstoječo peno.
Posebna zaščitna oprema za gasilce:
Obvezna uporaba dihalnih aparatov (neodvisen izvor zraka).

## Ukrepi ob nezgodnih izpustih:
Previdnostni ukrepi, ki se nanašajo na ljudi:
osebe na kraju izpusta obvezno uporabljajo osebno varovalno opremo. Druge navzoče je potrebno nemudoma odstraniti iz okolice izpusta in nad njimi izvajati zdravniški nadzor vsaj 48 ur zaradi možnosti naknadnih znakov zastrupitve.
Ekološki zaščitni ukrepi: 
zaščitni ukrepi ob izlitju morajo preprečiti prehod trikloroizocianurne kisline v površinske in podtalne vode, ravno tako mora biti preprečen izliv v odtoke kanalizacijskega sistema, saj lahko povzroči ekološko katastrofo. Ob sumu izlitja je potrebno nemudoma obvestiti ustrezne uradne organe.

## Ravnanje z nevarno snovjo in skladiščenje
Ravnanje:
varstveni ukrepi na delovnem mestu v zaprtih prostorih morajo zagotoviti redno odsesavanje zraka in preprečiti prašenje.
 Skladiščenje:
skladiščni prostor mora biti hladen, suh in opremljen z dihalnimi in gasilnimi aparati, skladiščna embalaža pa zatesnejna. V istem skladiščnem prostoru je skladiščenje drugih vrst kislin nedovoljeno.

## Nadzor nad izpostavljenostjo/varnost in zdravje pri delu
Pri delu s trikloroizocianurno kislino ni dovojeno uživati hrane in pijače. 
Kajenje v delovnem okolju je strogo prepovedano. 
Upoštevati vse varnostne ukrepe in uporabljati ustrezno osebno varovalo opremo (kot so: zaščitna očala, plastične ali gumijaste rokavice, zaščitna delovna obleka, zaščitna obutev, respirator ali dihalni aparat), da se prepreči stik z očmi,kožo in dihali. 
Umivanje rok po delu s trikloroizocianurno kislino je obvezno.
Če pride do fizičnega stika z obleko jo je potrebno nemudoma sleči.

## Fizikalne in kemijske lastnosti
Vonj: po kloru,
tališče: 225 °C - 240 °C, 
topnost v vodi pri 20 °C: 12 g/l,
pH pri 20 °C: 2,7-3,3

## Obstojnost in reaktivnost
Nevarne reakcije so pričakovane s kislinami in klorirnimi sredstvi. Rezultat razkroja je klor in vodikov klorid.

## Toksikološki podatki
Akutna toksičnost: 87-90-1 trikloroizocianurna kislina:
Oralno, podgana, LD50: 406 mg/kg; Inhaliranje, podgana, ena ura izpostavljenosti,LD50: > 50 mg/l;
Dermalno, kunec, LD50: 7600 mg/kg

## Ekotoksikološki podatki
Ekotoksičnost: 87-90-1 trikloroizocianurna kislina:
Ribe, LD50 (96 ur): 0,088 mg/l

## Odstranjevanje
Odstranjevanje ostankov trikloroizocianurne kisline ali pripadajoče embalaže mora potekati skladno z okoljsko zakonodajo, v delu ki se nanaša na ravnanje z nevarnimi odpadki in ravnanje z embalažo in odpadno embalažo. 
Neporabljeno sredstvo ali neočiščeno embalažo se sme oddajati izključno pooblaščenemu zbiralcu ali odstranjevalcu nevarnih odpadkov.
Samo embalažo, ki je bila pred oddajo najmanj trikrat izprana, je možno oddati kot nenevaren odpadek.

## Transportni podatki
| Ime blaga                 | Trikloroizocianurna kislina, suha                                           |
| ------------------------- | --------------------------------------------------------------------------- |
| UN številka               | 2468                                                                        |
| Prevoz po kopnem ADR/RID  | Razred 5.1, embalažna skupina: II, številka nevarnosti: 50                  |
| Prevoz po morju IMCO/IMDG | Razred 5.1, embalažna skupina: II, EMS-št.: F-A,S-Q, Onesnažujejo morje: NE |
| Letalski prevoz ICAO/IATA | Razred 5.1, embalažna skupina: II                                           |

Transportira se v plastičnih sodih, obloženih s polietilenom plastike, po 50 kg neto teže.
V času transporata mora biti poskrbljeno, da je blago na suhem in brez direktne sončne svetlobe, ter da ni v stiku s kislinami.

## Zakonsko predpisani podatki o predpisih
Črkovni znak in napis za opozarjanje na nevarnost:
Xn - Zdravju škodljivo,
N - Okolju nevarno.
 Opozorilni stavki:
R22 - Zdravju škodljivo pri zaužitju, 
R31 - V stiku s kislinami se sprošča strupen plin,
R36/37 - Draži oči in dihala,
R50/53 - Zelo strupeno za vodne organizme: lahko povzroči dolgotrajne škodljive učinke na vodno okolje.
 Obvestilni stavki:
S2 - Hraniti izven dosega otrok,
S8 - Posodo hraniti na suhem,
S26 - Če pride v oči takoj izpirati z obilo vode in poiskati zdravniško pomoč,
S41 - Ne vdihavati plinov, ki nastanejo ob požaru ali eksploziji,
S43 - Za gašenje uporabiti prah za gašenje, ne uporabiti vode,
S46 - Če pride do zaužitja, takoj poiskati zdravniško pomoč in pokazati embalažo ali etiketo,
S50 - Ne mešati s kislinami,
S60 - Snov / pripravek in embalažo odstraniti kot nevarni odpadek,
S61 - Ne izpuščati / odlagati v okolje. Upoštevati posebna navodila / varnostni list.
 Predpisi:
Izpisani podatki so skladni s predpisi, ki urejajo razvrščanje, pakiranje in označevanje nevarnih snovi oz. pripravkov.

## Druge informacije
Avtor: Blaž Posušen
Datum: 8.2.2010